# Torstein Horgmo
Torstein Horgmo (* 18. Februar 1987 in Trondheim) ist ein ehemaliger norwegischer Snowboarder. Er fuhr hauptsächlich Slopestyle und Big Air. Sehr selten fuhr er bei Halfpipe Wettbewerben.

## Werdegang
Horgmo fuhr sein erstes FIS-Weltcuprennen im März 2004 in Bardonecchia, welches er auf dem 30. Platz auf der Halfpipe beendete. Bei den Snowboard-Juniorenweltmeisterschaften 2005 in Zermatt gewann er Bronze im Big Air. Im Januar 2006 belegte er beim O’Neill Pro Freestyle in Avoriaz den zweiten Rang auf der Quarterpipe und den ersten Platz im Slopestyle. Zum Beginn der Saison 2007/08 siegte er im Slopestyle beim Abominable Snowjam am Mount Hood. Im weiteren Saisonverlauf kam er im Slopestyle auf den dritten Rang beim Air & Style in München, auf den zweiten Platz bei den Australian Open in Perisher Blue und The Honda Session in Vail und auf den ersten Platz beim Stylewars in Falls Creek. Bei den Winter-X-Games 2008 in Aspen holte er Gold im Big Air. In der folgenden Saison gewann er im Slopestyle bei den Australian Open in Perisher Blue und bei der Winter Dew Tour am Mount Snow und in Northstar-at-Tahoe. Bei den Winter-X-Games 2009 gewann er die Silbermedaille im Big Air. In der Saison 2009/10 errang er den zweiten Platz in der Winter Dew Tour Slopestylewertung. Ebenfalls in der Saison belegte er bei den Burton New Zealand Open in Cardrona und bei The Oakley Arctic Challenge in Oslo den zweiten Platz. Bei den Winter-X-Games 2010 holte er wie im Vorjahr Silber im Big Air. Im folgenden Jahr kam er bei den Winter-X-Games auf den sechsten Platz im Slopestyle. Im Big Air gewann er zum zweiten Mal die Goldmedaille. Dabei war er der erste Snowboarder überhaupt, der bei den Winter X Games einen Triple Cork landete.
Zum Beginn der Saison 2011/12 erreichte Horgmo beim Air & Style in Peking den zweiten Platz. Im Januar 2012 holte er Silber im Big Air-Wettbewerb bei den Winter-X-Games 2012. Bei den Snowboard-Weltmeisterschaften 2012 in Oslo belegte er den 21. Platz im Slopestyle. In der Saison 2012/13 siegte er bei den Burton European Open in Laax und belegte den zweiten Platz bei den Burton US Open in Vail. Im März 2013 holte im Slopestyle beim FIS-Weltcuprennen in Špindlerův Mlýn seinen ersten Weltcupsieg. Bei den Winter-X-Games 2013 gewann er Gold im Big Air. Die Saison beendete er auf dem dritten Platz in der TTR World Snowboard Tour Gesamtwertung und dem dritten Rang im FIS-Slopestyleweltcup. Bei einem Sturz in einem Trainingslauf auf der Olympiabahn von Krasnaja Poljana brach er sich am 3. Februar 2014 das Schlüsselbein und konnte so bei Olympia nicht starten. In der Saison 2014/15 errang er im Slopestyle bei The Mile High in Perisher Blue und bei den Burton European Open in Laax den dritten Platz. Bei den Winter-X-Games 2015 belegte er im Big Air und im Slopestyle jeweils den sechsten Platz. Im folgenden Jahr kam er bei den Winter-X-Games 2016 auf den 11. Rang im Slopestyle.
Er ist der erste Fahrer, der einen Triple Cork 1440 (vier Drehungen um die eigene Achse und drei Backflips) landete.
Im November 2017 gab er bekannt nicht mehr bei Wettbewerben anzutreten und sich in Zukunft nur noch auf Filmaufnahmen zu konzentrieren.

## Erfolge
Saison 2004/05
- 3. Platz – Snowboard-Juniorenweltmeisterschaften 2005, Big Air

Saison 2005/06
- 1. Platz – O’Neill Pro Freestyle, Slopestyle
- 2. Platz – O’Neill Pro Freestyle, Quarterpipe

Saison 2007/08
- 1. Platz – Abominable Snowjam, Slopestyle
- 1. Platz – Stylewars, Slopestyle
- 1. Platz – Winter-X-Games 2008, Big Air
- 2. Platz – Australian Open, Slopestyle
- 2. Platz – The Honda Session, Slopestyle
- 3. Platz – Air & Style, Slopestyle

Saison 2008/09
- 1. Platz – Australian Open, Slopestyle
- 1. Platz – Winter Dew Tour am Mount Snow, Slopestyle
- 1. Platz – Winter Dew Tour in Northstar-at-Tahoe, Slopestyle
- 2. Platz – Stylewars, Slopestyle
- 2. Platz – Winter-X-Games 2009, Big Air

Saison 2009/10
- 1. Platz – Winter Dew Tour am Mount Snow, Slopestyle
- 2. Platz – Burton New Zealand Open, Slopestyle
- 2. Platz – Winter-X-Games 2010, Big Air
- 2. Platz – The Oakley Arctic Challenge, Slopestyle
- 2. Platz – Winter Dew Tour 09/10 Slopestylewertung

Saison 2010/11
- 1. Platz – Winter Dew Tour in Breckenridge, Slopestyle
- 1. Platz – Winter Dew Tour in Killington, Slopestyle
- 1. Platz – Winter-X-Games 2011, Big Air
- 3. Platz – Winter Dew Tour in Ogden, Slopestyle

Saison 2011/12
- 2. Platz – Air & Style, Big Air
- 2. Platz – Winter-X-Games 2012, Big Air

Saison 2012/13
- 1. Platz – Winter-X-Games 2013, Big Air
- 1. Platz – Burton European Open, Slopestyle
- 1. Platz – FIS-Weltcuprennen in Špindlerův Mlýn, Slopestyle
- 2. Platz – Burton US Open, Slopestyle
- 3. Platz – TTR World Snowboard Tour Slopestylewertung
- 3. Platz – FIS-Slopestyleweltcup

Saison 2013/14
- 2. Platz – U.S. Snowboarding Grand Prix und FIS-Weltcuprennen in Copper Mountain, Slopestyle

Saison 2014/15
- 3. Platz – The Mile High, Slopestyle
- 3. Platz – Burton European Open, Slopestyle